# Ancilibracon townesi
Ancilibracon townesi är en stekelart som beskrevs av Donald L.J. Quicke 1989. Ancilibracon townesi ingår i släktet Ancilibracon och familjen bracksteklar. Inga underarter finns listade i Catalogue of Life.